# 샌재신토 전투
샌 재신토 전투(Battle of San Jacinto, Batalla de San Jacinto)는 1836년 4월 21일 텍사스 독립 전쟁 당시에 샘 휴스턴 장군이 샌 재신토 강에서 멕시코군을 무찌르고 대승을 거둔 전투로 이 전투의 승리를 계기로 텍사스 공화국의 독립 계기가 되었다.

## 배경
멕시코 독립 초기에 많은 멕시코 정부의 격려 정책으로 미국 이주민들이 당시 코아우일라 테하스 주의 일부였던 멕시코령 텍사스로 유입되었다. 1835년 산타 안나가 1824년 헌법을 폐지하고, 멕시코 의회와 주 사법부를 해산시키고 나라 전체에 걸쳐 독재 정치를 했기 때문에 정부에 대항하여 반란을 일으켰다. 이 지역의 작은 기지를 점령하고, 멕시코 군 요새를 축출한 이후, 텍시언은 임시 정부를 구성하고 독립선언문의 초안을 마련했다.
독립을 요구하는 막 탄생한 텍사스 공화국을 위해 미국에서 수 백명의 지원자들이 몰려들었다. 이 지원자들로 구성된 2개의 연대는 곧 텍사스 정규군으로 조직되었다. 테하노나 텍시언 식민지에서 지원한 자원병들도 중대를 구성하여 멕시코 침략군의 목표가 된 지점을 방어하려 하였다. 예를 들어, 샌 재신토의 미국인 자원자들은 시드니 셔먼이 신시내티와 북 켄터키에서 모은 켄터키 라이플을 포함하여 제복을 갖춘 중대였다. 시드니는 텍사스 군대에서 유일하게 제복을 입은 유일한 부대였다. 미국에서 모집한 또 다른 중대인 뉴올리언즈 그레이즈는 텍사스 군 장교로 복무를 하다가 알라모 전투에서 싸우다 죽었다. 반면 앨러바마(헌츠빌과 모빌에서 온)에서 온 2개의 중대는 골리아드에서 싸우다가 죽었다.
텍사스 세력은 알라모 전투와 골리아드 작전으로 병력을 줄일 수 있었다. 최고 사령관으로 임명된 샘 휴스턴은 알라모 함락 소식을 받으면 곤잘레스 거리를 태우고, 동쪽으로 갔다. 이에 멕시코군은 대통령 산타 아나의 지휘 아래 부대를 분산시켜 텍사스 군의 추격을 시작했다. 멕시코에 대한 원한으로 휴스턴에 대한 병사들의 불만이 높았지만, 그는 멕시코군이 오기 전에 도망을 가야 했다.

## 전투 과정

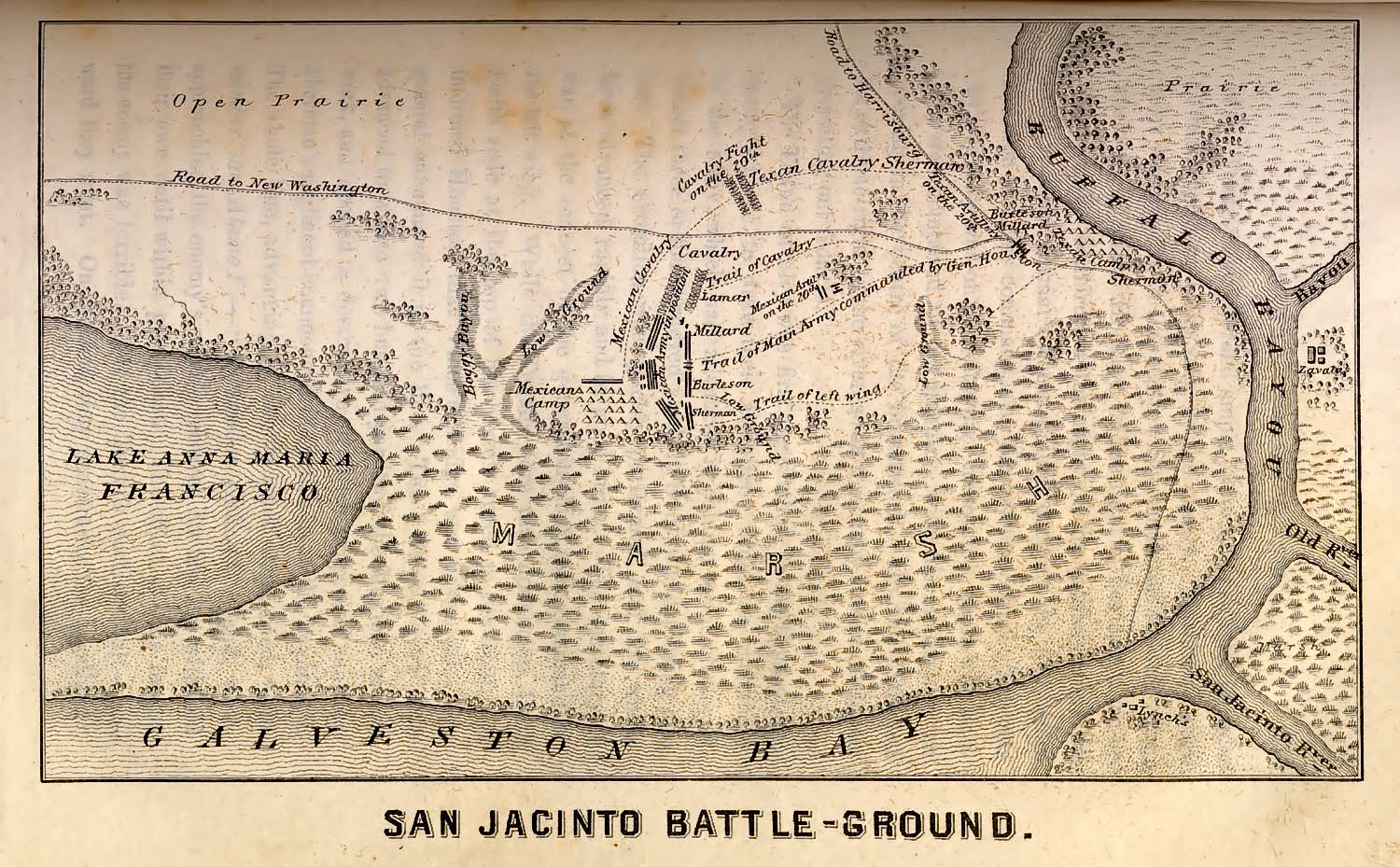
샌 재신토 전투 지도

알라모 전투 후에 후퇴하여 있던 샘 휴스턴 장군의 텍사스 의용군 부대는 다시 대열을 정비하여 전투 준비 태세를 갖추고 샘 휴스턴의 지휘 아래 며칠 동안 잠복해 있다가 멕시코 대통령이자 멕시코군 총사령관 산타 안나가 있는 지금의 텍사스주 휴스턴 시 부근 멕시코군 요새를 기습 공격했다.
샌 재신토 강을 따라 올라가던 휴스턴은 "알라모를 기억하라, 골리아드를 기억하라"라며 외쳤고 텍사스 의용군은 사기가 올랐다. 24시간의 전투 끝에 반 시간도 되지 않아 마누엘 페르난데스 카스트릴욘 장군을 포함한 멕시코군 630명이 전사하고 208명이 부상당하고 산타 안나를 포함한 나머지 730명의 군인들은 모두 포로가 되어 1360명의 멕시코군은 처참하게 패배했다. 이에 비해 휴스턴의 부대원은 9명이 전사하고 30명이 부상당했다.

## 결과

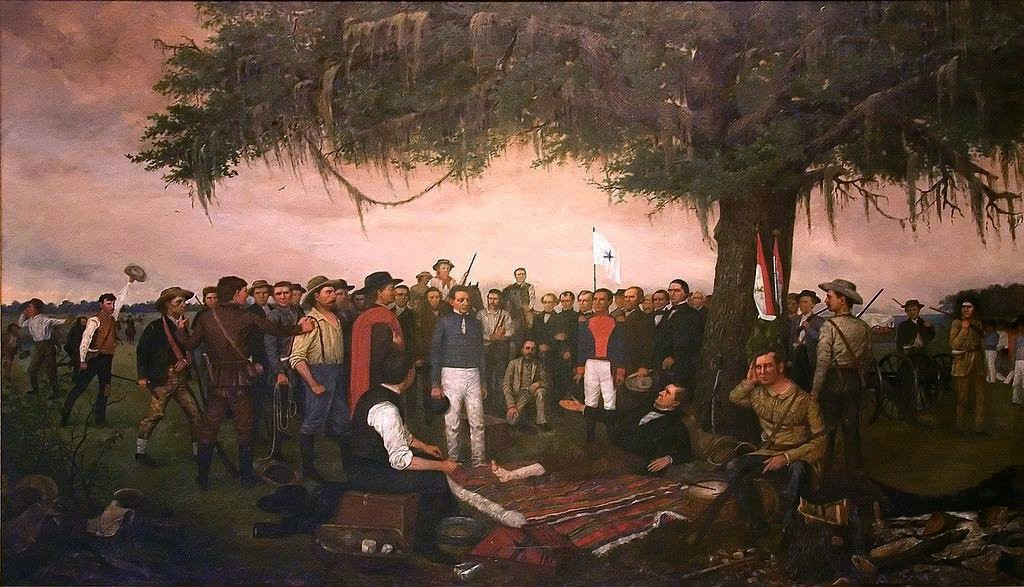
텍사스 독립군의 기습으로 포로가 된 멕시코 대통령 산타 안나

4월 22일 병사로 변장해 있었던 산타 안나 대통령이 포로로 잡혔고, 그는 자신의 목숨과 바꾸어 텍사스 임시 정부에 멕시코 지배권을 양도하고 군대를 리오그란데강 이남으로 철수하는 것에 서명한다. 그리하여 텍사스 공화국은 공식적으로 멕시코에서 독립했다.

## 같이 보기
- 텍사스 독립 전쟁